# 红肩鹃鵙

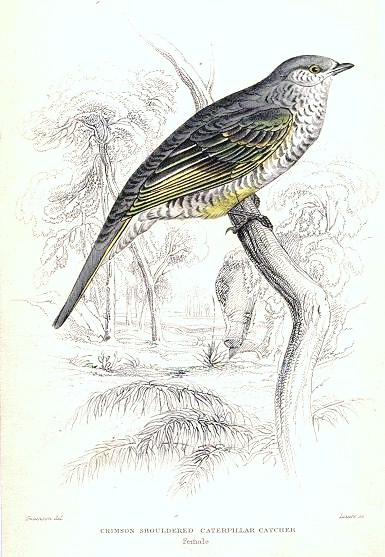
雌鸟

红肩鹃鵙（学名：Campephaga phoenicea）是山椒鸟科鹃鵙属的一种，分布于贝宁、布基纳法索、喀麦隆、中非共和国、乍得、刚果共和国、刚果民主共和国、科特迪瓦、厄立特里亚、埃塞俄比亚、冈比亚、加纳、几内亚、几内亚比绍、肯尼亚、利比里亚、马里、毛里塔尼亚、尼日尔、尼日利亚、塞内加尔、塞拉利昂、苏丹、多哥和乌干达。其自然栖息地为亚热带或热带的湿润低地森林以及干燥疏林草原。